# Північно-східний регіон (Бразилія)
Північно-східний регіон Бразилії складається із штатів Алагоас (порт. Alagoas), Баїя (Bahia), Сеара (Ceará), Мараньян (Maranhão), Параїба (Paraíba), Пернамбуку (Pernambuco), Піауї (Piauí), Ріу-Гранді-ду-Норті (Rio Grande do Norte) та Сержипі (Sergipe). Колишня федеральна територія Фернанду-ді-Норонья була включена до складу штату Пернамбуку в 1988. Для планування або екологічних цілей територія Мараньян на захід від 44° західної довготи, більша частина якої до недавнього часу була вкрита «до-амазонськом» лісом (перехід від каатинги до тропічного лісу), часто включають до північного регіону.
Північний схід має площу 1 561 178 км² або 18,3 % території країни. Його головний біом — напівпосушлива каатинга, яка підлягає тривалим періодичним посухам. Починаючи з 1990-х, в цієї області створена обширна система іригації. У лісовій зоні (мата) атлантичний ліс, зараз майже повністю знищений, колись тягнувся на північ уздовж берегової лінії до Ріу-Гранді-ду-Норті. Цукрові плантації, створені там ще за колоніальних часів, існують донині. Між мата і каатингою лежить перехідна зона, агресті, область змішаного сільського господарства. У 1988–1989 46,3 % області було змінено людською діяльністю, від 10,8 % в Мараньяні до 77,2 % в Алагоасі.
Високий рівень народжуваності в регіоні компенсує значні втрати населення внаслідок зовнішньої міграції; доля населення регіону в населенні країни лише незначно зменшилася протягом XX століття. У 1996 область населяли 45 мільйонів мешканців (28 % населення країни). Населення найгустіше уздовж узбережжя, де розташовані вісім з дев'яти столиць штатів, але також досить густе по всій території. Головні міста — Салвадор (штат Баїя), Ресіфі (штат Пернамбуку) і Форталеза (штат Сеара). Регіон має найбільший відсоток сільського населення в країни, а його стандарти життя найнижчі у Бразилії. В 1994 році штат Піауї мав найнижчий доход на душу населення в країні, 835 доларів США на рік, а Сержипі — найвищий в регіоні, 1958 доларів на рік.